# کنفدراسیون آلمان شمالی
کنفدراسیون آلمان شمالی از اتحاد امپراتوری پروس و دولت‌های آلمانی واقع در شمال رود ماین به وجود آمد. این کنفدراسیون را بیسمارک پس از پیروزی امپراتوری پروس در جنگ هفت هفته‌ای بنا نهاد. هر دولت عضو این کنفدراسیون در اداره امور داخلی خود، مستقل عمل می‌کرد ولی امور نظامی و خارجی بر عهده دولت فدرال بود.

قوه مقننه شامل دو مجلس بود یک مجلس بوندسرات شامل نماینده پرنس‌های ایالات و دیگری مجلس رایشستاگ که نمایندگان آن با آرای عمومی مردم انتخاب می‌شدند. دولت‌های جنوبی آلمان شامل باواریا، وورتمبرگ، بادن و دارمشتات برای پیوستن به این اتحادیه زیر فشار قرار نگرفتند، ولی بیسمارک تلاش نمود با احترام گذاشتن به آنها به وسیله اتحادیه گمرکی، بدست آوردن موافقت‌های محرمانه و با برحذر داشتن آنها از تجاوز فرانسه؛ آنها را به طرف وحدت آلمان جلب کند. پس از جنگ فرانسه و پروس در سال ۱۸۷۱م اتحادیه آلمان شمالی کشورهای باواریا، وورتمبرگ، بادن و هسه-دارمشتات را یکی پس از دیگری به خود پیوست کرد و در ۱۸ ژانویه ۱۸۷۱.م در ورسای امپراتوری آلمان تشکیل شد.